# Mothra (film, 1961)
Pour les articles homonymes, voir Mothra.
Série Showa
Rodan
(1956) King Kong contre Godzilla
(1962)
Série Millenium
Rodan
(1956) Mothra contre Godzilla
(1964)
Pour plus de détails, voir Fiche technique et Distribution.
Mothra (モスラ, Mosura) est un film japonais réalisé par Ishirō Honda, sorti en 1961.

## Synopsis
Des scientifiques kidnappent deux fées sur une île, ce qui provoque la colère de la déesse Mothra. Elle se rend à Tokyo pour retrouver les fées et pour tout détruire. Elle retrouvera les assaillants et les tuera tous et ramènera les fées sur l'île avant d’être détruite par l’armée.

### Analyse thématique
Mothra (1961) se distingue dans le genre kaijū eiga par sa représentation singulière de la féminité et de la nature. Contrairement à d'autres monstres emblématiques comme Godzilla, Mothra est dépeinte comme une divinité protectrice, incarnant des valeurs maternelles et spirituelles. Accompagnée des Shobijin, deux prêtresses miniatures, elle symbolise une force naturelle bienveillante, n'intervenant que pour restaurer l'équilibre perturbé par l’avidité humaine.
Le film établit une opposition entre une nature féminine (Infant Island, Mothra) et une modernité masculine et destructrice (les personnages capitalistes et scientifiques venus de Rolisica). Cette dichotomie illustre une critique du colonialisme, du capitalisme et de l’exploitation technologique,. Les Shobijin, par leur taille et leur apparence fragile, renvoient à une vision d’un Japon vulnérable mais porteur d’une sagesse pacifique.
La musique joue un rôle central dans le récit. Les chants des Shobijin, interprétés par The Peanuts, permettent d’établir une communication non-violente entre les peuples, illustrant l'idée que l'harmonie peut naître du dialogue plutôt que de la force.
Sur le plan visuel, Mothra innove par ses effets spéciaux, en particulier grâce au travail d’Eiji Tsuburaya et à la technique du "suitmation". Le contraste entre les décors luxuriants de l’île et les villes modernes accentue la portée écologique et morale du récit.
En somme, Mothra s’inscrit dans une tradition critique du cinéma de monstres japonais, en valorisant des figures féminines positives et en interrogeant les relations entre l’homme, la nature et la technologie,,.

## Fiche technique
- Titre : Mothra
- Titre original : モスラ (Mosura?)
- Musique : Yuji Koseki
- Langue : japonais, anglais
- Monstres : Mothra

## Distribution
- Frankie Sakai : le journaliste Senichiro 'Sen-chan' Fukuda
- Hiroshi Koizumi : Dr. Shin'ichi Chûjô
- Kyōko Kagawa : le photographe Michi Hanamura
- Ken Uehara : Dr. Harada
- The Peanuts : Shobijin (fées jumelles)
- Bin Furuya

## Autour du film
- C'est l'une des deux seules fois ou Mothra est un antagoniste.